# Амакриновые клетки
Амакриновые клетки — слой интернейронов сетчатки, которые получают входные сигналы от биполярных нейронов и других амакриновых клеток и посылают сигналы ганглиозным клеткам и другим биполярам.

## Функции
Амакриновые клетки составляют 70 % входов в ганглиозные клетки сетчатки. Биполярные клетки, ответственные за оставшиеся 30 % входов, регулируются амакриновыми нейронами.
В отличие от горизонтальных и биполярных клеток, амакриновые и ганглиозные клетки являются импульсными нейронами. Сейчас насчитывают около 30 морфологически и биохимически различных типов этих клеток, которые наверняка выполняют специфические функции, поскольку выделяют различные нейромедиаторы. Такое разнообразие амакриновых клеток встречается у низших позвоночных и связано с тем, что система детектирования движения у них сформирована уже в сетчатке. Их ганглиозные клетки могут анализировать сложную форму объектов, скорость и направление движения — сетчатка приматов этого делать не способна. В сетчатке приматов выявлено 6 типов амакриновых нейронов. Некоторые авторы считают, что их функция может заключаться в формировании периферии рецептивных полей ганглиозных клеток. Согласно Hoyenga, амакриновые клетки сетчатки приматов имеют круглые on-off и off-on рецептивные поля и регулируют эффективность синаптической передачи между биполярными и ганглиозными клетками. Вероятнее всего, амакриновые клетки формируют рецептивные поля γ-ганглиозных клеток. В целом, функции и связи амакриновых клеток с другими нейронами сетчатки до сих пор точно не определены.